# Tênis nos Jogos Olímpicos de Verão de 2024
Os torneios de tênis nos Jogos Olímpicos de Verão de 2024 em Paris, na França aconteceram entre 27 de julho e 4 de agosto no Stade Roland Garros, apresentando um total de 172 tenistas em cinco eventos de medalhas: simples e duplas masculinas e femininas e duplas mistas.
Pela primeira vez desde Barcelona 1992, todas as partidas serão disputadas em quadras de saibro, ao contrário da superfície duras de DecoTurf utilizada na edição anterior. Também foi o primeiro torneio olímpico a ser disputado em um local de Grand Slam desde Londres 2012 que foi realizado no local do Torneio de Wimbledon, o All England Lawn Tennis and Croquet Club.

## Qualificação

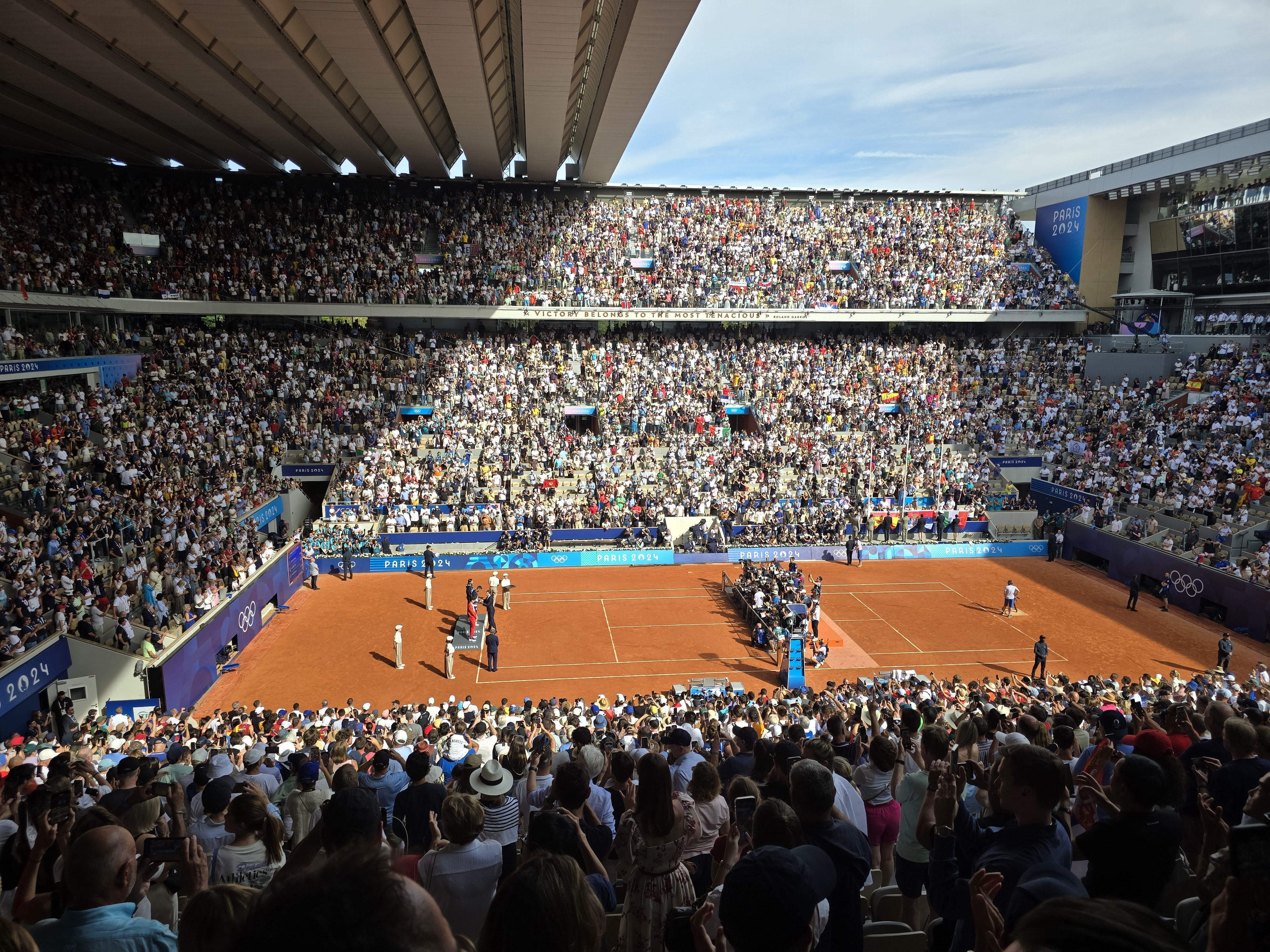
Cerimônia de premiação do torneio de simples masculino

Para ser elegível à Paris 2024, um tenista deveria satisfazer os principais critérios para jogar nas equipes da Copa Davis (masculino) ou da Copa Billie Jean King (feminino). O caminho de qualificação para os torneios individuais foi baseado principalmente no ranking mundial da Federação Internacional de Tênis (ITF) de 12 de junho de 2024, com 56 jogadores entrando em cada um dos torneios individuais masculino e feminino (limitado a quatro por Comitê Olímpico Nacional). Seis das oito vagas restantes foram atribuídas aos CONs sem outros tenistas qualificados em cinco zonas continentais (duas para as Américas e uma para cada uma das demais). As duas vagas finais foram reservadas para a nação sede, França, e para um medalhista de ouro olímpico anterior ou campeão de Grand Slam.
Nos torneios de duplas masculinas e femininas, trinta e duas vagas foram oferecidas para as equipes mais bem classificadas, com dez delas reservadas para jogadores entre os dez primeiros no ranking de duplas, que puderam selecionar um parceiro do seu CON no top 300 de simples ou duplas. As restantes vagas foram atribuídas através dos rankings combinados com preferência para os jogadores individuais uma vez preenchida a quota total. Uma equipe por gênero é reservada para a nação sede, França, caso nenhuma dupla ainda estivesse elegível. Sem vagas disponíveis para as duplas mistas, todas as equipes foram compostas por jogadores já inscritos em simples ou duplas, incluindo as 15 melhores duplas classificadas pelo ranking combinado, além da nação sede, França.

## Formato
Semelhante às edições anteriores, o formato é definido em um torneio de eliminação direta composto por 64 jogadores emparelhados por sorteio. Os torneios de tênis tem seis rodadas de simples no masculino e feminino, cinco de duplas masculinas e femininas (32 duplas) e quatro de duplas mistas (16 duplas). Os jogadores e duplas que avançam para a fase semifinal garantem a disputa de medalhas com os dois perdedores semifinalistas disputando a medalha de bronze. Desde Tóquio 2020, todas as partidas de simples permanecem em melhor de três sets com um tiebreak padrão (primeiro a sete pontos) em cada set, incluindo o set final. Em todas as competições de duplas, um match tiebreak (primeiro a dez pontos) é disputado em vez de um terceiro set.

## Calendário
Os torneios de tênis se iniciaram com as primeiras rodadas em 27 de julho e se encerraram em 4 de agosto com as finais de simples masculino e duplas femininas.
| R64 | Primeira rodada | R32 | Segunda rodada | R16 | Oitavas | ¼ | Quartas | ½ | Semifinais | MB | Disputa pelo bronze | F | Final |

| DataEvento        | Sáb 27 jul | Dom 28 jul | Seg 29 jul | Ter 30 jul | Qua 31 jul | Qui 1 ago | Sex 2 ago | Sex 2 ago | Sáb 3 ago | Dom 4 ago | Dom 4 ago |
| ----------------- | ---------- | ---------- | ---------- | ---------- | ---------- | --------- | --------- | --------- | --------- | --------- | --------- |
| Simples masculino | R64        | R64        | R64        | R32        | R16        | ¼         | ½         | ½         | MB        | F         | F         |
| Duplas masculino  | R32        | R32        | R16        | ¼          | ½          |           | MB        | MB        | F         |           |           |
| Simples feminino  | R64        | R64        | R32        | R16        | ¼          | ½         | MB        | MB        | F         |           |           |
| Duplas feminino   | R32        | R32        | R16        | R16        | ¼          | ½         |           |           |           | MB        | F         |
| Duplas mistas     |            |            | R16        | R16        | ¼          | ½         | MB        | F         |           |           |           |

## Nações participantes
Ao todo, 40 CONs, além da delegação dos Atletas Individuais Neutros, tiveram tenistas qualificados. Entre parênteses encontra-se representada a quantidade de competidores.
- GER Alemanha (10)
- ARG Argentina (8)
- AIN Atletas Individuais Neutros (7)
- AUS Austrália (9)
- AUT Áustria (2)
- BEL Bélgica (3)
- BRA Brasil (5)
- BUL Bulgária (1)
- CAN Canadá (5)
- KAZ Cazaquistão (3)
- CZE Chéquia (7)
- CHI Chile (3)
- CHN China (7)
- COL Colômbia (1)
- CRO Croácia (4)
- DEN Dinamarca (2)
- EGY Egito (1)
- SVK Eslováquia (1)
- ESP Espanha (8)
- USA Estados Unidos (11)
- FRA França (9)
- GBR Grã-Bretanha (7)
- GRE Grécia (4)
- HUN Hungria (2)
- IND Índia (3)
- ITA Itália (9)
- JPN Japão (6)
- LAT Letônia (1)
- LBN Líbano (2)
- MNE Montenegro (1)
- NOR Noruega (1)
- NZL Nova Zelândia (2)
- NED Países Baixos (6)
- POL Polônia (4)
- POR Portugal (2)
- ROU Romênia (4)
- SRB Sérvia (2)
- SUI Suíça (2)
- TPE Taipé Chinês (4)
- TUN Tunísia (1)
- UKR Ucrânia (5)

## Medalhistas
| Evento                     | Ouro                                        | Prata                                                         | Bronze                                              |
| -------------------------- | ------------------------------------------- | ------------------------------------------------------------- | --------------------------------------------------- |
| Simples masculino detalhes | Novak Djokovic SRB Sérvia                   | Carlos Alcaraz ESP Espanha                                    | Lorenzo Musetti ITA Itália                          |
| Duplas masculinas detalhes | Matthew Ebden John Peers AUS Austrália      | Austin Krajicek Rajeev Ram USA Estados Unidos                 | Taylor Fritz Tommy Paul USA Estados Unidos          |
| Simples feminino detalhes  | Zheng Qinwen CHN China                      | Donna Vekić CRO Croácia                                       | Iga Świątek POL Polônia                             |
| Duplas femininas detalhes  | Sara Errani Jasmine Paolini ITA Itália      | Mirra Andreeva Diana Shnaider AIN Atletas Individuais Neutros | Cristina Bucșa Sara Sorribes Tormo ESP Espanha      |
| Duplas mistas detalhes     | Kateřina Siniaková Tomáš Macháč CZE Chéquia | Wang Xinyu Zhang Zhizhen CHN China                            | Gabriela Dabrowski Félix Auger-Aliassime CAN Canadá |

## Quadro de medalhas

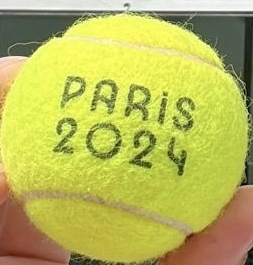
Uma das bolas utilizadas nas competições com a marca dos Jogos

| Ordem | País                            | Medalha de ouro | Medalha de prata | Medalha de bronze |    | Ordem por total |
| ----- | ------------------------------- | --------------- | ---------------- | ----------------- | -- | --------------- |
| 1     | CHN China                       | 1               | 1                |                   | 2  | 1               |
| 2     | ITA Itália                      | 1               |                  | 1                 | 2  | 1               |
| 3     | AUS Austrália                   | 1               |                  |                   | 1  | 5               |
|       | CZE Chéquia                     | 1               |                  |                   | 1  | 5               |
|       | SRB Sérvia                      | 1               |                  |                   | 1  | 5               |
| 6     | ESP Espanha                     |                 | 1                | 1                 | 2  | 1               |
|       | USA Estados Unidos              |                 | 1                | 1                 | 2  | 1               |
| –     | AIN Atletas Individuais Neutros |                 | 1                |                   | 1  | –               |
| 8     | CRO Croácia                     |                 | 1                |                   | 1  | 5               |
| 9     | CAN Canadá                      |                 |                  | 1                 | 1  | 5               |
|       | POL Polônia                     |                 |                  | 1                 | 1  | 5               |
| TOTAL | TOTAL                           | 5               | 5                | 5                 | 15 | —               |